# 船尾座NP
船尾座NP，又名CD-42 2818，HD 51208、SAO 218296、HR 2591，是船尾座的一颗恒星，视星等为6.32，位于銀經252.21，銀緯-17.38，其B1900.0坐标为赤經6h 51m 17.7s，赤緯-42° -17.38′ 19″。